# Dactylanthera chevallieriana
Dactylanthera chevallieriana là một loài thực vật có hoa trong họ Lan. Loài này được (E.G.Camus) J.M.H.Shaw mô tả khoa học đầu tiên năm 2005.